# Tjusovaja
Tjusovaja (ryska: Чусова́я) är en 59 mil lång flod som rinner genom Perm kraj, Sverdlovsk oblast och Tjeljabinsk oblast i Ryssland.
Floden rinner upp i centrala Uralbergen och är en biflod till floden Kama vilken i sin tur är en biflod till Europas längsta flod Volga. Intressant är att Tjusovaja rinner upp i Uralbergens östsluttningar i Asien men sedan korsar bergen och rinner längs västsluttningarna i Europa.
Tjusovaja används på flera ställen som dricksvattentäkt, bland annat försörjer den Jekaterinburg med vatten.
Hundratals stora klippor ligger längs flodens lopp vilka är stora turistattraktioner i området. Klipporna utgjorde en stor fara för båtar, och kallas för bojtsy (бойцы, krigare), många har fått egna namn och är skyddade natursevärdheter. 